# Reprezentacja Związku Radzieckiego w piłce nożnej mężczyzn
Reprezentacja Związku Radzieckiego w piłce nożnej mężczyzn – drużyna reprezentująca ZSRR w międzynarodowych meczach i turniejach piłkarskich. Funkcjonowała w latach 1922–1991. W barwach reprezentacji ZSRR grali głównie Rosjanie, Ukraińcy, Białorusini, Gruzini lub Ormianie, a w mniejszym stopniu zawodnicy pochodzący z pozostałych republik radzieckich.

## Zarys
Na Euro 1992 dawna reprezentacja Związku Radzieckiego, prowadzona przez Anatolija Byszowca, zagrała pod nazwą Wspólnota Niepodległych Państw.
W okresie stalinowskim futbol radziecki istniał w warunkach częściowej izolacji międzynarodowej. Radziecka federacja piłkarska nie była członkiem FIFA, a reprezentacja ZSRR – Sborna – nie mogła rozgrywać oficjalnych meczów międzynarodowych. Przez długi czas jej jedynymi przeciwnikami były: Turcja oraz drużyny robotnicze z Niemiec i Austrii. Od 1936 roku w towarzyskich meczach z drużynami zagranicznymi występowały jedynie kluby. Rzeczywistym debiutem międzynarodowym radzieckiego futbolu był występ na Igrzyskach Olimpijskich w Helsinkach w 1952 roku.
Reprezentacja Związku Radzieckiego grała w siedmiu turniejach o Puchar Świata FIFA. Najlepszy wynik zanotowała w roku 1966, kiedy, po porażce z RFN 1–2 w półfinale i z Portugalią 1–2 w meczu o trzecie miejsce, została ostatecznie czwartą drużyną świata.
Znacznie lepsze wyniki osiągała w mistrzostwach Europy. W turnieju inauguracyjnym, w 1960 roku, po zwycięstwie nad Jugosławią zdobyła Puchar Henri Delaunaya. Później trzykrotnie przegrywała w finale (1964, 1972 i 1988), a w 1968 roku zajęła czwarte miejsce.
Reprezentacja ZSRR odnosiła również sukcesy w piłce olimpijskiej, młodzieżowej i juniorskiej – dwukrotnie zdobywała złoty medal na Igrzyskach Olimpijskich (w 1956 i 1988 roku), trzykrotnie brązowy (w 1972, 1976 i 1980 roku), ponadto wygrała pierwsze mistrzostwa świata U-21 w 1977 roku i mistrzostwa świata U-16 w 1987 roku.

## Lata 1922–1952

### Lata 1922–1925

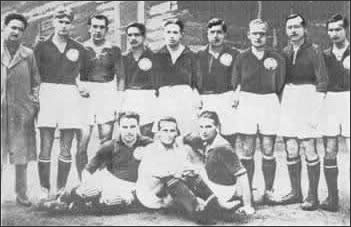
Reprezentacja z roku 1924

Życie piłkarskie na terenie Rosji zamarło w okresie rewolucji październikowej w 1917 roku i wojny domowej w latach 1917–1922. Po zakończeniu działań wojennych i po przejęciu pełni władzy przez komunistów kontrolę nad rozgrywkami piłkarskimi sprawowała Wszechzwiązkowa Rada Kultury Fizycznej (ros. Всесоюзный совет физической культуры, Wsiesojuznyj sowiet fiziczeskoj kultury). 21 sierpnia 1923 roku swój pierwszy mecz rozegrała reprezentacja Rosyjskiej FSRR, składająca się z zawodników z Moskwy i Leningradu. W rozegranym w Sztokholmie meczu ze Szwecją wygrała 2–1. W następnych tygodniach reprezentanci Rosyjskiej FSRR rozegrali jeszcze dwa zwycięskie mecze: 30 sierpnia z Norwegią i 18 września z Estonią. Rozegrane w Tallinnie spotkanie z Estonią uznawane jest przez statystyków za pierwszy mecz międzypaństwowy drużyny radzieckiej. Pierwsze oficjalne spotkanie międzypaństwowe kadra ZSRR rozegrała 16 listopada 1924 roku w Moskwie. Jej rywalem była drużyna Turcji. Sborna wygrała 3–0.

### Lata 1925–1952
W latach 1925–1935 mecze międzynarodowe reprezentacja ZSRR rozgrywała jedynie z Turkami. Poza tym jej rywalami były różnego rodzaju drużyny klubowe i amatorskie (przede wszystkim robotnicze) z Niemiec czy Austrii. W tym czasie radziecka federacja nie była członkiem FIFA, w związku z czym Sborna nie rozgrywała meczów międzypaństwowych z innymi drużynami narodowymi, zaś ich stali sparingpartnerzy Turcy nie występowali jako oficjalna reprezentacja. Mecze ZSRR–Turcja rozegrane w latach 1931–1935 nie są uznawane przez FIFA za oficjalne mecze międzynarodowe. W 1934 roku przy Wszechzwiązkowej Radzie Kultury Fizycznej utworzono Sekcję Piłki Nożnej (ros. Секция футбола СССР, Sekcija futboła SSSR). Dwa lata później ruszyły rozgrywki o Mistrzostwo ZSRR, do których dopuszczono drużyny klubowe. W drugiej połowie lat trzydziestych i w latach czterdziestych to właśnie kluby reprezentowały radziecki futbol na arenie międzynarodowej, rozgrywając towarzyskie spotkania z drużynami zagranicznymi. Na czas wielkiej wojny ojczyźnianej z Niemcami (II wojna światowa) ponownie zawieszone zostały wszelkie rozgrywki.

## Lata 1952–1960

### Lata 1952–1956

#### 1952 rok – debiut na Igrzyskach Olimpijskich
Sekcja Piłki Nożnej ZSRR (w 1959 roku przekształcona w Federację – Федерация Футбола СССР, Fiedieracija Futboła SSSR) uzyskała członkostwo w FIFA dopiero w 1946 roku, a w UEFA w 1954 roku. W 1952 roku radziecka reprezentacja przystąpiła po raz pierwszy do rozgrywek międzynarodowych. Zawodnicy ZSRR pojechali do Helsinek na turniej piłki nożnej Igrzysk Olimpijskich. Po wygraniu w rundzie eliminacyjnej z Bułgarią piłkarze Sbornej trafili w I rundzie na Jugosławię. Po remisie w pierwszym spotkaniu rozegrano dodatkowy mecz, który reprezentanci ZSRR przegrali i odpadli z turnieju. Porażka z Jugosławią miała również bardzo poważne znaczenie z politycznego punktu widzenia – był to bowiem okres silnych napięć na tle politycznym pomiędzy władzami ZSRR z Józefem Stalinem na czele a przywódcą Jugosławii Josipem Tito. Na helsińskim turnieju po raz pierwszy szerokiej publiczności międzynarodowej pokazali się tacy zawodnicy jak rozgrywający Igor Netto (22, Spartak Moskwa) czy obrońca Anatolij Baszaszkin (28, CSKA Moskwa) oraz późniejszy selekcjoner Konstantin Bieskow (32, Dinamo Moskwa).

#### 1956 rok – złoty medal na Igrzyskach Olimpijskich
Zdecydowanie lepiej radziecka kadra zaprezentowała się na kolejnym turnieju olimpijskim w Melbourne, zdobywając złoty medal. W rundzie eliminacyjnej Sborna pokonała Izrael, a w kolejnych rundach wyeliminowała kolejno RFN, Indonezję i Bułgarię. W meczu finałowym drużyna radziecka zrewanżowała się zespołowi Jugosławii za porażkę sprzed 4 lat, wygrywając 1–0. Strzelcem jedynego gola był Anatolij Iljin (25, Spartak Moskwa). Liderem i kapitanem drużyny był uczestnik poprzednich Igrzysk – Nietto. W ekipie Sbornej pojawili się jednak także inni gracze wysokiej klasy, zwłaszcza para młodych napastników Torpedo Moskwa: 22-letni Walentin Iwanow i 19-letni Eduard Strielcow. Jednak na największą gwiazdę zespołu wyrastał bramkarz Lew Jaszyn (27, Dinamo Moskwa), który przez długie lata miał być pewnym punktem radzieckiej kadry. Głównym trenerem zespołu podczas Igrzysk był Gawrił Kaczalin.

### 1958 rok – debiut na mistrzostwach świata
W 1957 roku prowadzona przez Kaczalina drużyna Związku Radzieckiego po raz pierwszy w historii przystąpiła do eliminacji mistrzostw świata w Szwecji. W grupie eliminacyjnej rywalizowała z Finlandią oraz Polską.
Trudniejszym rywalem okazali się biało-czerwoni. W inauguracyjnym meczu eliminacji drużyna radziecka wygrała co prawda 3–0, jednak rewanżowe spotkanie, po dwóch golach Gerarda Cieślika, wygrali Polacy. Ponieważ obie drużyny zakończyły rundę grupową z taką samą liczbą punktów o awansie decydował baraż na neutralnym terenie. 24 listopada 1957 w Lipsku (NRD) Sborna wygrała z reprezentacją Polski 2–0 i wywalczyła pierwszy w historii radzieckiego futbolu awans na mistrzostwa świata.
Drużyna ZSRR rozpoczęła udział w turnieju finałowym od remisu 2–2 z Anglią. Następnie wygrała z Austrią 2–0 i przegrała z Brazylią 0:2. W meczu barażowym decydującym o awansie z grupy pokonała Anglię 1–0. W ćwierćfinale Sborna musiała uznać wyższość Szwedów, którzy pokonali ZSRR 2–0.
O obliczu zespołu radzieckiego w mistrzostwach świata w dużej mierze decydowali złoci medaliści z Melbourne: Jaszyn w bramce, Borys Kuzniecow (30, Dinamo Moskwa) w obronie oraz czwórka napastników: W. Iwanow, Iljin, Siergiej Salnikow (33, Spartak Moskwa) oraz Nikita Simonian (32, Spartak Moskwa), zastępujący w roli kapitana Igora Niettę, który na szwedzkim turnieju wystąpił jedynie w meczu z Brazylią. Olimpijczyków wspierali obrońcy Dinama Moskwa: 28-letni Władimir Kiesariew i 32-letni Konstantin Kriżewski oraz pomocnicy: Jurij Wojnow (27, Dynamo Kijów), Wiktor Cariow (27, Dinamo Moskwa) i Aleksander Iwanow (30, Zenit Leningrad). Znaczącym osłabieniem drużyny był brak Eduarda Strielcowa, który po odmowie przejścia z Torpedo do Dinama lub CSKA Moskwa został usunięty z kadry, a następnie skazany w pokazowym procesie pod zarzutem gwałtu i osadzony w obozie pracy.

### 1960 rok – zwycięstwo w mistrzostwach Europy
Po mistrzostwach świata pracę z reprezentacją kontynuował Kaczalin. We wrześniu 1958 roku drużyna Związku Radzieckiego przystąpiła do eliminacji rozgrywanych po raz pierwszy mistrzostw Europy. Rozgrywany 28 września mecz 1/8 finału mistrzostw z Węgrami był zarazem inauguracyjnym spotkaniem całych rozgrywek. Zawodnikowi radzieckiemu – Anatolijowi Iljinowi przypadł zaszczyt strzelenia pierwszej bramki w historii mistrzostw Europy (w czwartej minucie meczu z Węgrami).
Po zwycięstwie w dwumeczu z Madziarami w ćwierćfinale drużyna ZSRR miała spotkać się z Hiszpanią (która wcześniej wyeliminowała Polskę). Do dwumeczu jednak nie doszło. Znany z antykomunistycznych przekonań przywódca Hiszpanii Francisco Franco nie wyraził zgody na podróż podopiecznych trenera Helenio Herrery do Moskwy ani na pobyt na hiszpańskim terenie zawodników radzieckich. UEFA zweryfikowała wyniki obu niedoszłych meczów jako walkowery 3–0 dla ZSRR. Tym samym Sborna awansowała do turnieju finałowego.
Kaczalin przebudował skład reprezentacji wprowadzając do niej zawodników, którzy nie grali na mistrzostwach świata w Szwecji. Do Jaszyna, Wojnowa, W. Iwanowa i powracającego w roli kapitana Netty dołączyli obrońcy: Giwi Czocheli (23, Dinamo Tbilisi), Anatolij Maslonkin (30, Spartak Moskwa) i Anatolij Krutikow (27, Spartak Moskwa) oraz napastnicy: Sława Metreweli (24, Torpedo Moskwa), Wiktor Poniedielnik (23, SKA Rostów), Walentin Bubukin (27, Lokomotiw Moskwa) i Michaił Meschi (23, Dinamo Tbilisi). Spośród nowicjuszy istotną rolę odegrali zwłaszcza Poniedielnik oraz gracze pochodzący z Gruzji: Czocheli, Metreweli i Meschi.
Po zwycięstwie 3–0 w półfinale z Czechosłowacją podopieczni Kaczalina przystąpili 10 lipca 1960 roku do finałowej gry z Jugosławią. Podobnie jak finale Igrzysk Olimpijskich w Melbourne i tym razem górą była drużyna radziecka. Na początku drugiej połowy Metreweli wyrównał do stanu 1–1, a w dogrywce Poniedielnik uderzeniem głową rozstrzygnął losy meczu. Tym samym Sborna stała się pierwszym triumfatorem w historii piłkarskich mistrzostw Europy.

## Lata 1960–1972

### 1962 rok – ćwierćfinał mistrzostw świata
Mająca za sobą europejski sukces drużyna Kaczalina zawiodła oczekiwania kibiców przegrywając w ćwierćfinale turnieju o Mistrzostwo Świata w 1962 roku z drużyną gospodarzy – reprezentacją Chile. Grą drużyny nadal kierował Netto, a w bramce stał niezastąpiony Jaszyn (wystąpił we wszystkich czterech meczach). W. Iwanow z 4 bramkami został jednym z królów strzelców turnieju. Wsparcia w ataku udzielali mu Poniedielnik i Meschi oraz Igor Czislenko (23, Dinamo Moskwa). Tylko w jednym meczu zagrał Metreweli. W obronie obok doświadczonych Czochelego i Maslonkina grał Leonid Ostrowski (26, Torpedo Moskwa), zaś partnerem Nietty w środku pola był Walerij Woronin (23, Torpedo).

### 1964 rok – wicemistrzostwo Europy
Po uznanych za nieudane mistrzostwach świata w Chile Kaczalina na stanowisku głównego trenera zastąpił były reprezentant Konstantin Bieskow. Celem reprezentacji była obrona wywalczonego 4 lata wcześniej tytułu Mistrzów Europy. W przebudowanym składzie Sborna przystąpiła do gier eliminacyjnych. W 1/8 finału pokonała drużynę Włoch, a w ćwierćfinale wygrała ze Szwedami. Na rozgrywanym w Hiszpanii turnieju finałowym mistrzostw Europy drużyna radziecka zdeklasowała Duńczyków wygrywając 3–0 i w finale spotkała się z gospodarzami. Tym razem władze Hiszpanii nie sprzeciwiły się rozegraniu meczu z reprezentacją ZSRR. W rozgrywanym 21 czerwca 1964 roku finale wygrali Hiszpanie, strzelając decydującą bramkę na 2–1 dopiero w 84. minucie.
W zespole radzieckim wystąpiło jedynie trzech zawodników, którzy triumfowali w poprzednich mistrzostwach: W. Iwanow, pełniący funkcję kapitana pod nieobecność kończącego karierę reprezentacyjną Nietty, Poniedielnik – najlepszy strzelec drużyny (3 bramki w eliminacjach i 1 w finałach) oraz Jaszyn, który w poprzednim roku został uhonorowany Złotą Piłką tygodnika France Football dla najlepszego zawodnika Europy. Oprócz nich w zespole było tylko dwóch zawodników, którzy wystąpili 2 lata wcześniej w Chile – Woronin i Czislenko. Blok obrony stanowili Eduard Mudrik (25, Dinamo Moskwa), Wiktor Aniczkin (23, Dinamo), Albert Szestierniow (23, CSKA Moskwa) i Wiktor Szustikow (25, Torpedo Moskwa). W ataku obok Czislenki, Iwanowa i Poniedielnika grał Galimzian Chusainow (27, Spartak Moskwa).

### 1966 rok – IV miejsce na mistrzostwach świata
Choć w prasie fachowej chwalono wysoki poziom, jaki zaprezentowała radziecka reprezentacja na mistrzostwach Europy, władze federacji chłodno przyjęły porażkę z Hiszpanami i postanowiły odsunąć Bieskowa od pracy z drużyną. Jego następcą został Nikołaj Morozow. Postawiono przed nim zadanie awansu do mistrzostw świata w Anglii.
W eliminacjach Sborna pokonała Walijczyków, Greków oraz Duńczyków, przegrywając jedynie ostatni mecz z Walią. W czasie eliminacji pewnym punktem drużyny przestał być Jaszyn, który przegrywał rywalizację z Anzorem Kawazaszwilim (Torpedo Moskwa) i Wiktorem Bannikowem (Dynamo Kijów).
Do zawodów o Mistrzostwo Świata drużyna radziecka przystąpiła bez dwóch doświadczonych zawodników: 16 maja 1965 roku towarzyskim meczem z Austrią z reprezentacją pożegnał się wieloletni kapitan Sbornej Igor Netto, zaś w lipcu reprezentacyjną karierę zakończył Walentin Iwanow. Na turnieju finałowym mistrzostw świata w Anglii drużyna radziecka wygrała wszystkie mecze grupowe: z KRLD (3–0), Włochami (1–0) oraz Chile (2–1) i z pierwszego miejsca awansowała do ćwierćfinału, w którym z kolei wygrała z Węgrami 2–1. W grze o wejście do finału piłkarze radzieccy ulegli 1:2 drużynie RFN, a w 44. minucie czerwoną kartką został ukarany Czislenko. W meczu o III miejsce Sborna przegrała 1–2 z rewelacją turnieju – Portugalią, chociaż decydującą bramkę Portugalczycy strzelili dopiero w 88. minucie.
W całym turnieju w drużynie ZSRR wystąpiło aż 21 zawodników. Ani jednego meczu nie zaliczył tylko trzeci bramkarz Bannikow. W dwóch meczach grupowych (z KRLD i Chile) bronił Kawazaszwili, w pozostałych wystąpił Jaszyn. W obronie nowemu kapitanowi Sbornej Albertowi Szesterniowowi towarzyszyli najczęściej Władimir Ponomariow (26, CSKA Moskwa) i Wasilij Daniłow (25, Zenit Leningrad). Do pomocy Morozow delegował zwykle Walerija Woronina oraz Jożefa Sabo (26, Dynamo Kijów). Najlepszym strzelcem drużyny został z 4 bramkami 22-letni debiutant Wałerij Porkujan (Dynamo Kijów), choć zagrał tylko w 3 meczach. Częściej w ataku pojawiali się doświadczeni Czislenko i Chusainow oraz 24-letni Eduard Małofiejew (Dynama Mińsk) i 20-letni Anatolij Baniszewski (Neftczi Baku). Nikołaj Morozow prowadził reprezentację do końca 1966 roku.

### 1968 rok – IV miejsce na mistrzostwach Europy

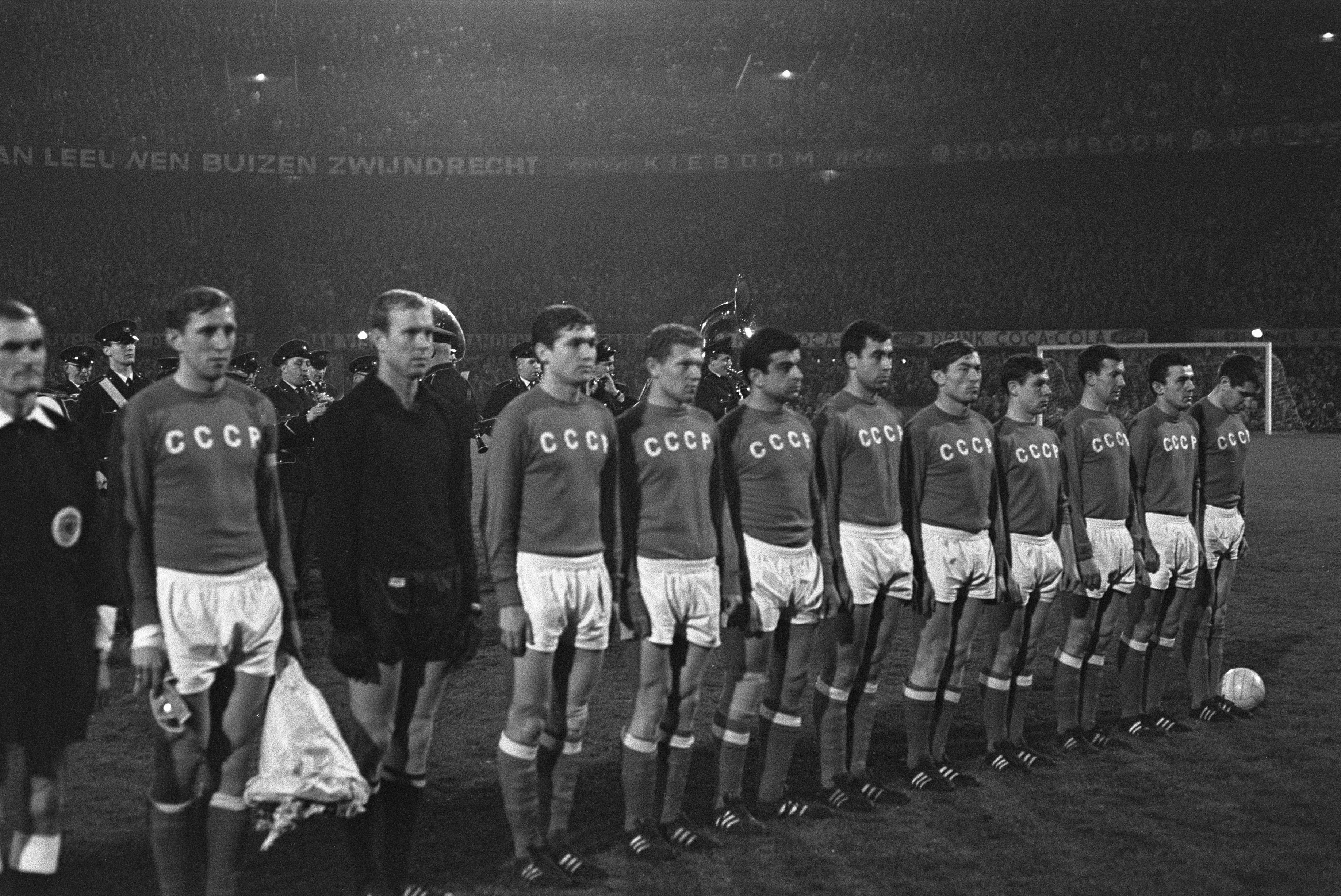
Reprezentacja ZSRR przed meczem towarzyskim z Holandią (1967)

Z początkiem 1967 roku funkcję głównego trenera reprezentacji powierzono Michaiłowi Jakuszynowi. W eliminacjach mistrzostw Europy piłkarze Sbornej w pokonanym polu pozostawili Greków, Austriaków oraz Finów. Do turnieju finałowego drużyna radziecka awansowała po pokonaniu w ćwierćfinale Węgier. 5 maja 1968 roku Sborna zagrała o awans do finału z gospodarzami imprezy – drużyną Włoch. Do końca meczu utrzymał się wynik 0–0, ale także dogrywka nie przyniosła rozstrzygnięcia. O awansie zdecydował rzut monetą – los okazał się korzystny dla gospodarzy. Drużyna radziecka w meczu o III miejsce przegrała z mistrzami świata Anglikami 0–2.
Jakuszyn dokonał wielu zmian w porównaniu ze składem, który zajął IV miejsce na mistrzostwach świata w 1966 roku. Jaszyna, który pożegnał się z reprezentacją zastępowali Kawazaszwili i Jurij Pszenicznikow (28, CSKA Moskwa), ale w finałach grał tylko ten drugi. Pewnym punktem obrony był w dalszym ciągu kapitan Albert Szestierniow, tym razem jednak wspomagany przez trzech zawodników CSKA Moskwa: Jurija Istomina (24), Wołodymyra Kapłycznego (24) i mającego za sobą udział w mistrzostwach świata w Anglii Walentina Afonina (29). Do przednich formacji obok Baniszewskiego i Małofiejewa Jakuszyn delegował pomocników: Aleksandra Leniowa (24, Torpedo Moskwa) i Giennadija Łogofieta (26, Spartak Moskwa) oraz napastników: Anatolija Byszowca (22, Dynamo Kijów) i Giennadija Jewriużychina (24, Dinamo Moskwa). Mimo udziału w większości meczów eliminacyjnych w finałach nie zagrali Wiktor Aniczkin, Murtaz Churciława, Igor Czislenko, Jożef Sabo i Walerij Woronin, a także Eduard Strielcow, który powrócił do futbolu po kilkuletnim pobycie w kolonii karnej.

### 1970 rok – ćwierćfinał mistrzostw świata
W meczach towarzyskich rozegranych jesienią 1968 roku drużynę prowadził Jakuszyn, ale z początkiem następnego roku zastąpił go wracający do pracy z kadrą Gawrił Kaczalin. Kilka miesięcy później poprowadził on zespół do awansu do mistrzostw świata w Meksyku, po wyprzedzeniu w grupie Irlandii Północnej i Turcji.
W turnieju finałowym Sborna znalazła się w jednej grupie z gospodarzami, Belgią i Salwadorem. Po bezbramkowym remisie z Meksykiem pokonała 4–1 Belgię i 2–0 Salwador, awansując z pierwszego miejsca do ćwierćfinału. Tam przegrała jednak 0–1 po dogrywce z zespołem Urugwaju.
Silną pozycję w zespole zachował Szesterniow, wciąż pełniący funkcję kapitana. Ważną rolę w drużynie odegrali, podobnie jak na Mistrzostwach Europy 10 lat wcześniej zawodnicy z Gruzji – byli to: bramkarz Anzor Kawazaszwili (30, Spartak Moskwa), obrońcy Murtaz Churciława (27) i Rewaz Dzodzuaszwili (25) oraz pomocnik Kachi Asatiani (23, wszyscy Dinamo Tbilisi). Linię obrony uzupełniali Kaplicznyj i Afonin. W pomocy obok Asatianiego grał zwykle Władimir Muntian (24, Dynamo Kijów), zaś o sile ataku decydowali Jewriużychin, Byszowiec (z 4 bramkami najlepszy strzelec zespołu) i Witalij Chmelnycki (27, Dynamo Kijów). W roli trzeciego bramkarza na mistrzostwa pojechał także zmierzający do końca kariery zawodniczej Lew Jaszyn.

### 1972 rok – wicemistrzostwo Europy
Po mistrzostwach w Meksyku Kaczalina u steru reprezentacji zastąpił Walentin Nikołajew (jednocześnie pracujący w CSKA Moskwa). Drużyna ZSRR prowadzona przez Nikołajewa w rozegranych w latach 1970–1971 13 meczach ani razu nie przegrała. Awansowała również do ćwierćfinałów mistrzostw Europy, wygrywając grupę z Hiszpanią, Irlandią Północną i Cyprem. Jednak decyzją ministra obrony ZSRR Andrieja Grieczki Nikołajew wiosną 1972 roku zmuszony był skupić się na pracy z drużyną CSKA. Nowym selekcjonerem został Aleksandr Ponomariow, jednak wkrótce został zastąpiony przez Nikołaja Gulajewa, który poprowadził zespół do zwycięstwa w ćwierćfinałowym dwumeczu z Jugosławią. Jednak po przegranym 26 maja aż 1–4 towarzyskim spotkaniu z RFN na otwarcie Stadionu Olimpijskiego w Monachium Gulajewa odsunięto, a głównym trenerem ponownie mianowano Ponomariowa.
W turnieju mistrzostw Europy odbywającym się w Belgii, Sborna zwyciężyła 1–0 z Węgrami i w finale rozgrywanym 18 czerwca w Brukseli spotkała się z zespołem zachodnich Niemiec. Już majowe towarzyskie spotkanie obu drużyn pokazało wyższość drużyny RFN nad ekipą radziecką. Niemcy wygrali ponownie różnicą trzech bramek, jednak tym razem zawodnicy Sbornej nie byli w stanie zdobyć nawet honorowego trafienia. W kadrze prowadzonej przez Ponomariowa zabrakło Alberta Szesterniowa, po którym opaskę kapitana przejął Murtaz Churciława. W bramce występował wracający do formy po długiej kontuzji Jewgienij Rudakow (30, Dynamo Kijów). Obok Churciławy w obronie grali Dzodzuaszwili, Kapłyczny i Istomin, w pomocy Wiktor Kołotow (23), Wołodymyr Troszkin (25, obaj Dynamo Kijów) i Anatolij Bajdaczny (20, Dinamo Moskwa), zaś w ataku Baniszewski, Anatolij Końkow (23, Szachtior Donieck) i Władimir Oniszczenko (23, Zaria Woroszyłowgrad). We wrześniu 1972 roku grająca w dość podobnym zestawieniu ekipa olimpijska zdobyła brązowy medal Igrzysk Olimpijskich w Monachium.

## Lata 1972–1986

### Lata 1972–1980

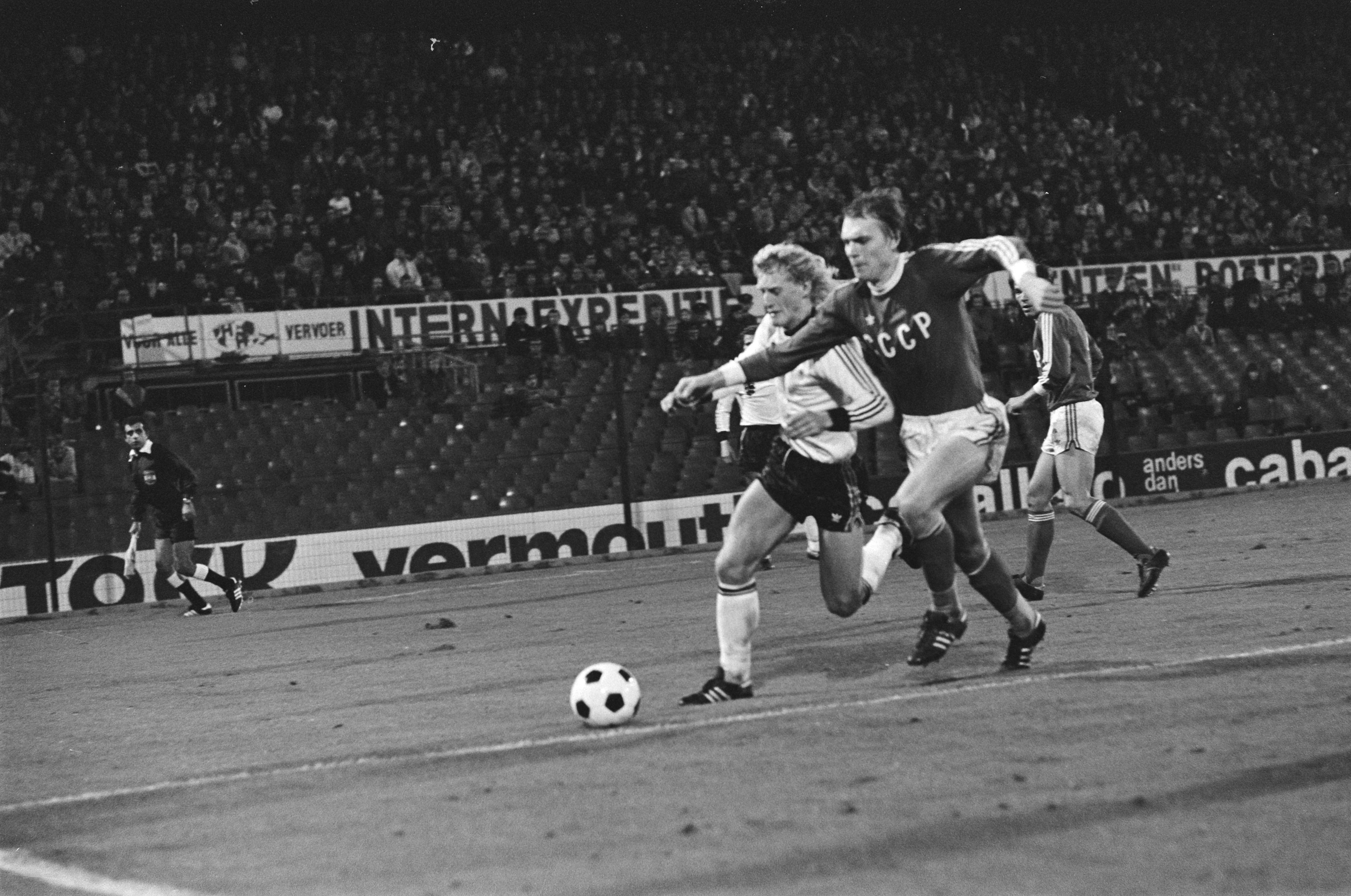
Mecz z Holandią 5 października 1977 roku

W 1973 roku z powodów politycznych Sborna nie zakwalifikowała się do mistrzostw świata w RFN, gdyż władze radzieckie nie zgodziły się na rozegranie meczu barażowego z Chile, gdzie w wojskowym zamachu stanu generał Augusto Pinochet obalił wspieranego przez Związek Radziecki lewicowego prezydenta Salvadora Allende.
W 1975 roku drużyna Związku Radzieckiego wygrała co prawda grupę eliminacyjną do mistrzostw Europy, ale w następnym roku przegrała decydujący o awansie do turnieju finałowego mecz ćwierćfinałowy z późniejszymi triumfatorami – Czechosłowacją. W tym samym roku drużyna olimpijska zdobyła brązowy medal na Igrzyskach w Montrealu. Rok później w eliminacjach do mistrzostw świata w Argentynie zespół radziecki został wyprzedzony przez Węgry.
Międzynarodowe kariery zakończyli m.in. Churciława, Dzodzuaszwili, Jewriużychin czy Kapłyczny. Jednocześnie w tym okresie pojawił się w kadrze ZSRR inny wybitny zawodnik – napastnik Dynama Kijów Oleg Błochin powszechnie uważany za jednego z najlepszych radzieckich piłkarzy. Dowodem międzynarodowego uznania było przyznanie mu w 1975 roku Złotej Piłki dla najlepszego piłkarza Europy przez tygodnik France Football. W latach siedemdziesiątych jego osobę kojarzono raczej z sukcesami klubowymi niż reprezentacyjnymi (w 1975 roku przyczynił się do zwycięstwa Dynama Kijów w Pucharze Zdobywców Pucharów).
Nieudanie dla Sbornej zakończył się występ w eliminacjach do mistrzostw Europy w 1980 roku. Drużyna radziecka zajęła w swej grupie eliminacyjnej ostatnie miejsce, a wyprzedzona została przez Grecję, Węgry i Finlandię.
Mimo nie najlepszych występów międzynarodowych, w drużynie radzieckiej grało w tym czasie kilku interesujących zawodników, reprezentujących przede wszystkim Dynamo Kijów. Byli to wspomniani Błochin, Rudakow, Kołotow, Muntian i Troszkin oraz Końkow i Oniszczenko, którzy w międzyczasie wzmocnili kijowski zespół, a także: obrońcy Mychajło Fomenko i Wiktor Matwijenko oraz pomocnicy Leonid Buriak i Władimir Wieriemiejew. Pozostałe kluby reprezentowali: obrońcy Dinama Moskwa Aleksandr Bubnow i Aleksandr Machowikow, obrońca Spartaka Moskwa Jewgienij Łowczew, zaś barw obu moskiewskich klubów bronił wówczas pomocnik Aleksandr Minajew. Wówczas debiutowały również późniejsze gwiazdy: Władimir Biessonow, Wagiz Chidijatullin, Witalij Daraselia, Rinat Dasajew, Jurij Gawriłow czy Choren Oganesian.

### 1982 rok – druga runda mistrzostw świata
Latem 1979 roku nastąpiła zmiana na stanowisku głównego trenera reprezentacji ZSRR, kiepsko spisującej się w eliminacjach mistrzostw Europy. Nikitę Simoniana zastąpił Konstantin Bieskow, który po raz trzeci w karierze objął to stanowisko. Mimo że nie udało mu się wywalczyć awansu, a drużyna ostatecznie zajęła ostatnie miejsce w grupie eliminacyjnej, Bieskow kontynuował pracę z kadrą. Rok później na Igrzyskach w Moskwie doprowadził drużynę olimpijską do brązowego medalu. Kilku zawodników tej ekipy wkrótce miało odegrać wiodącą rolę w pierwszej reprezentacji.
W tym samym roku Sborna przystąpiła do eliminacji mistrzostw świata w Hiszpanii. Drużynie radzieckiej udało się wygrać grupę z Czechosłowacją, Walią, Islandią i Turcją nie przegrywając przy tym ani jednego meczu. Bieskow pracę w kadrze łączył z posadą szkoleniowca Spartaka Moskwa. Do roli jego współpracowników delegowano Walerego Łobanowskiego z Dynama Kijów i Nodara Achalkaci z Dinamo Tbilisi (zdobywcy Pucharu Zdobywców Pucharów z 1981 roku). W kadrze na mistrzostwa świata w 1982 roku dominowali zawodnicy właśnie tych trzech klubów.
Przez cały turniej Sborna występowała w dość stabilnym zestawieniu: w bramce Rinat Dasajew (25, Spartak Moskwa), w obronie Tengiz Sułakwelidze (26, Dinamo Tbilisi) lub Siergiej Borowski (26, Dynamo Mińsk), kapitan Aleksandr Cziwadze (27, Dinamo Tbilisi), Siergiej Bałtacza (24) i Anatolij Demianienko (23, obaj Dynamo Kijów), w pomocy Władimir Biessonow (24) i Andriej Bal (24, obaj Dynamo Kijów), w ataku Jurij Gawriłow (29, Spartak Moskwa), Ramaz Szengelia (25, Dinamo Tbilisi) i Oleg Błochin (30, Dynamo Kijów). Skład uzupełniali głównie grający w przednich formacjach Witalij Daraselia (25, Dynamo Tbilisi) lub Choren Oganesian (27, Ararat Erywań). Skład ten po porażce 1–2 z Brazylią, wygranej 3–0 z Nową Zelandią i remisie 2–2 ze Szkocją zdobył awans do drugiej rundy mistrzostw świata, gdzie z kolei wygrał z 1–0 z Belgią i bezbramkowo zremisował z Polską. Do półfinału awansowali jednak podopieczni Antoniego Piechniczka dzięki wcześniejszej wygranej 3–0 z Belgią. Po mistrzostwach Bieskow pożegnał się ze stanowiskiem głównego trenera, ustępując Waleremu Łobanowskiemu. W eliminacjach mistrzostw Europy Sborna wyprzedziła Polaków i Finów, musiała jednak uznać wyższość zespołu Portugalii, a Łobanowski stracił stanowisko selekcjonera.

## Lata 1984–1992

### Lata 1984–1990

#### 1986 rok – druga runda mistrzostw świata
W 1984 roku ZSRR ponownie zabrakło na Mistrzostwach Europy. Tym razem drogę Sowietom na ten turniej zamknęły Polska i Portugalia (ta pierwsza przegrała 0:1 z Portugalczykami, a ci przypieczętowali swój awans wygrywając z Sowietami w Lizbonie 1:0). Od początku 1984 roku kadrę prowadził były reprezentant Eduard Małofiejew. Walkę o awans do kolejnych mistrzostw świata w Meksyku Sborna stoczyła z: Danią, Szwajcarią, Irlandią oraz Norwegią. Ostatecznie promocję do finałów uzyskała zajmując drugie miejsce w grupie eliminacyjnej, ustępując jedynie Danii.
Przed rozpoczęciem mistrzostw w 1986 roku drużyna radziecka rozegrała 5 meczów towarzyskich, 4 z nich przegrała, a 1 zremisowała. Władze federacji uznały te wyniki za dostateczny powód, aby tuż przed rozpoczęciem zmagań o Puchar Świata pozbawić Małofiejewa stanowiska selekcjonera i zastąpić go Walerym Łobanowskim, który kilkanaście dni wcześniej po raz drugi w historii zdobył z Dynamem Kijów Puchar Zdobywców Pucharów. Zawodnicy Dynama znów dominowali w składzie reprezentacji. W 22-osobowej kadrze znalazło się aż 12 zawodników z Kijowa.
W pierwszym meczu na mistrzostwach Sborna rozbiła Węgry 6:0, a w drugim zremisowała 1:1 z Francją. W ostatnim meczu z półamatorską drużyną Kanady pewny zwycięstwa Łobanowski wystawił rezerwowy skład. Dublerzy wygrali 2:0. Wśród nich znalazł się m.in. weteran Oleg Błochin, ustępujący tym razem miejsca młodszym kolegom.
W 1/8 finału piłkarze radzieccy przegrali 3–4 z Belgią, a decydujące bramki padły dopiero w dogrywce. Spotkanie to zostało uznane za jedno z najlepszych i najciekawszych w całym turnieju. Chwalono wysoki poziom, jaki zaprezentowała drużyna radziecka. Wschodząca gwiazda Sbornej – 26-letni Igor Biełanow (Dynamo Kijów) z 4 bramkami był jednym z najlepszych strzelców mistrzostw. O obliczu radzieckiej ekipy decydowali jego klubowi koledzy: Władimir Biessonow, Oleg Kuzniecow (23) oraz pełniący funkcję kapitana Anatolij Demianienko w obronie, Iwan Jaremczuk (24), Paweł Jakowienko (22) i Wasilij Rac (25) w pomocy oraz Aleksandr Zawarow (25) w ataku. Spośród dynamowców w turnieju wystąpili również rezerwowy bramkarz Wiktor Czanow (27), Wadim Jewtuszenko (28) oraz Andriej Bal i wspomniany Błochin. Jednocześnie jednak Łobanowski obdarzył zaufaniem zawodników spoza Kijowa: w bramce wciąż wysoką formę prezentował Rinat Dasajew (z wyjątkiem spotkania z Kanadą, w którym zastąpił go Czanow), a w pomocy grał Siergiej Alejnikow (25, Dynama Mińsk). Rolę „pierwszego rezerwowego” odgrywał 24-letni napastnik Spartaka Moskwa Siergiej Rodionow, a w dwóch pierwszych spotkaniach wystąpił 29-letni obrońca Zenitu Leningrad Nikołaj Łarionow.

#### 1988 rok – wicemistrzostwo Europy
Po 16 latach nieobecności reprezentacja Związku Radzieckiego znowu zagrała w finałach mistrzostw Europy. Na rozgrywany w RFN turniej pojechała po wygraniu grupy eliminacyjnej z NRD, Francją, Islandią i Norwegią. W kilku meczach eliminacji wystąpił także Oleg Błochin.
Zwycięstwo w tak trudnej grupie i konsekwentne budowanie składu przez Łobanowskiego w oparciu o doświadczonych zawodników, głównie Dynama Kijów, stawiało drużynę radziecką w roli jednego z faworytów mistrzostw Europy. Występ w rundzie grupowej potwierdził te oczekiwania. Sborna pokonała 1–0 Holandię, zremisowała 1–1 z Irlandią, wygrała 3–1 z Anglią i z pierwszego miejsca w grupie awansowała do półfinałów. Spotkanie z Włochami również rozstrzygnęła na swoją korzyść, wygrywając 2:0. Na drodze do zdobycia drugiego w historii tytułu Mistrzów Europy stanęli rywale z rundy grupowej – Holendrzy. Tym razem grająca z meczu na mecz coraz lepiej ekipa Rinusa Michelsa nie pozwoliła strzelić sobie ani jednej bramki i ostatecznie wygrała 2:0. W 73. minucie bramkarz Hans van Breukelen obronił karnego wykonywanego przez Biełanowa.
Łobanowski w turnieju zaufał zawodnikom mającym za sobą występy w poprzednich wielkich imprezach – mistrzostwach świata w 1982 i 1986 roku oraz innym doświadczonym reprezentantom. Kapitanem drużyny był bramkarz Rinat Dasajew, wciąż uznawany za jednego z najlepszych na świecie. Filarami zespołu byli obrońcy Wagiz Chidijatullin (29, Spartak Moskwa) i Oleg Kuzniecow, choć ten drugi wykluczony za żółte kartki nie mógł wystąpić w finale. We wszystkich meczach wystąpili pomocnicy Siergiej Alejnikow, Aleksandr Zawarow, Wasilij Rac i Aleksiej Michajliczenko (25, Dynamo Kijów) oraz napastnik Oleg Protasow (24, Dynamo Kijów). Jego partnerem w ataku był mający za sobą zdobycie Złotej Piłki w 1986 roku Igor Biełanow (kontuzja wykluczyła go jedynie z meczu z Włochami). W pierwszej jedenastce pojawiali się również Biessonow, Demianienko oraz Giennadij Litowczenko (25, Dynamo Kijów). Na najważniejsze mecze turnieju do składu wprowadzony został napastnik Siergiej Gocmanow (29, Dynama Mińsk). Dużym atutem drużyny radzieckiej była uniwersalność i zdolność zawodników do zmiany pozycji. Michajliczenko i Rac z powodzeniem mogli grać we wszystkich formacjach, pomocnik Alejnikow równie dobrze mógł występować w obronie, zaś Zawarow radził sobie i w pomocy, i w ataku.
Parę miesięcy później prowadzona przez Anatolija Byszowca drużyna olimpijska zdobył złoty medal Igrzysk w Seulu po zwycięstwie 2–1 nad Brazylią. Jedynym zawodnikiem zwycięskiego składu, który miał za sobą występ na mistrzostwach Europy był Michajliczenko, jednocześnie jedna z największych gwiazd Igrzysk. Obok niego znakomite występy w Seulu zaliczyli bramkarz Dmitrij Charin (20, Dinamo Moskwa), obrońca Siergiej Gorłukowicz (27, Lokomotiw Moskwa), pomocnicy Igor Dobrowolski (21, Dinamo Moskwa) i Arminas Narbekovas (23, Žalgiris Wilno) czy napastnik Władimir Luty (26, Dniepr Dniepropietrowsk).

#### 1990 rok – runda grupowa mistrzostw świata
W eliminacjach do mistrzostw świata we Włoszech w 1990 roku drużyna radziecka wyprzedziła Austrię, Turcję, NRD oraz Islandię. Na turniej finałowy jechała w roli faworyta.
W pierwszym meczu przegrała jednak 0–2 z Rumunią, a w drugim również 0–2 uległa aktualnym jeszcze Mistrzom Świata – Argentynie tracąc szansę na awans. Na pożegnanie Sborna wygrała 4–0 z rewelacją turnieju – drużyną Kamerunu (prowadzoną przez radzieckiego trenera Walerego Niepomniaszczego), która jednak wcześniej zapewniła sobie awans do 1/8 finału i mecz z ZSRR potraktowała ulgowo.
Selekcjoner Łobanowski i tym razem zaufał sprawdzonym graczom, nie ryzykując wprowadzania do składu debiutantów. Trzon zespołu stanowili wicemistrzowie Europy z 1988 roku: Biessonow, Chidijatullin, Kuzniecow, Rac, Alejnikow, Litowczenko, Zawarow i Protasow. Wspierał ich równie doświadczony, choć niemający za sobą występów w międzynarodowych turniejach Andriej Zygmantowicz (29, Dynama Mińsk). Do wicemistrzów Europy dołączyli bohaterowie z Seulu: Dobrowolski, Gorłukowicz, Luty. Jedynym debiutantem był 21-letni Igor Szalimow z moskiewskiego Spartaka. Po meczu z Rumunią Rinata Dasajewa zastąpił w bramce Aleksandr Uwarow (30, Dinamo Moskwa).
Pod koniec lat osiemdziesiątych w ZSRR rozpoczął się etap pieriestrojki (przebudowy), która miała dostosować radziecki system socjalistyczny do zmieniającej się międzynarodowej rzeczywistości politycznej. Przemiany polityczne miały wpływ także na piłkę nożną. Zawodnikom pozwolono legalnie przenosić się do zagranicznych klubów. Wielu zawodników chętnie korzystało z tej możliwości, choć na początku dotyczyło to głównie starszych graczy (np. Błochina). Najgłośniejsze były transfery Siergieja Alejnikowa i Aleksandra Zawarowa do Juventusu. Na mistrzostwach we Włoszech po raz pierwszy w historii w radzieckiej kadrze pojawili się reprezentanci klubów zagranicznych: obok Alejnikowa i Zawarowa byli to Dasajew (Sevilla FC), Chidijatullin (Toulouse FC), Gorłukowicz (Borussia Dortmund), Luty i Aleksandr Borodiuk (obaj FC Schalke 04).

## Udział w międzynarodowych turniejach
| 1924 | Nie brała udziału               | Nie brała udziału               |
| 1928 | Nie brała udziału               | Nie brała udziału               |
| 1936 | Nie brała udziału               | Nie brała udziału               |
| 1948 | Nie brała udziału               | Nie brała udziału               |
| 1952 | –                               | Pierwsza runda                  |
| 1956 | Awans                           | Mistrzostwo                     |
| 1960 | Nie zakwalifikowała się         | Nie zakwalifikowała się         |
| 1964 | Nie zakwalifikowała się         | Nie zakwalifikowała się         |
| 1968 | Nie zakwalifikowała się         | Nie zakwalifikowała się         |
| 1972 | Awans                           | III miejsce                     |
| 1976 | Awans                           | III miejsce                     |
| 1980 | Gospodarz                       | III miejsce                     |
| 1984 | Awans; wycofana przed turniejem | Awans; wycofana przed turniejem |
| 1988 | Awans                           | Mistrzostwo                     |

| 1930 | Nie brała udziału       | Nie brała udziału       |
| 1934 | Nie brała udziału       | Nie brała udziału       |
| 1938 | Nie brała udziału       | Nie brała udziału       |
| 1950 | Nie brała udziału       | Nie brała udziału       |
| 1954 | Nie brała udziału       | Nie brała udziału       |
| 1958 | Awans                   | Ćwierćfinał             |
| 1962 | Awans                   | Ćwierćfinał             |
| 1966 | Awans                   | IV miejsce              |
| 1970 | Awans                   | Ćwierćfinał             |
| 1974 | Dyskwalifikacja         | Dyskwalifikacja         |
| 1978 | Nie zakwalifikowała się | Nie zakwalifikowała się |
| 1982 | Awans                   | 2. faza grupowa         |
| 1986 | Awans                   | 1/8 finału              |
| 1990 | Awans                   | Faza grupowa            |

| 1960 | Awans                   | Mistrzostwo             |
| 1964 | Awans                   | II miejsce              |
| 1968 | Awans                   | IV miejsce              |
| 1972 | Awans                   | II miejsce              |
| 1976 | Nie zakwalifikowała się | Nie zakwalifikowała się |
| 1980 | Nie zakwalifikowała się | Nie zakwalifikowała się |
| 1984 | Nie zakwalifikowała się | Nie zakwalifikowała się |
| 1988 | Awans                   | II miejsce              |

## Najwięcej występów w reprezentacji
| #  | Nazwisko             | Lata gry w kadrze | Mecze |
| -- | -------------------- | ----------------- | ----- |
| 1  | Oleg Błochin         | 1972-88           | 112   |
| 2  | Rinat Dasajew        | 1979-90           | 91    |
| 3  | Albert Szestierniow  | 1961-71           | 90    |
| 4  | Anatolij Demianienko | 1981-89           | 80    |
| 5  | Władimir Biessonow   | 1977-90           | 79    |
| 6  | Siergiej Alejnikow   | 1984-91           | 77    |
| 7  | Lew Jaszyn           | 1954-67           | 74    |
| 8  | Murtaz Churciława    | 1965-73           | 69    |
| 9  | Oleg Protasow        | 1984-92           | 68    |
| 10 | Walerij Woronin      | 1960-68           | 66    |

Źródło: RSSSF – archiwum zawodników z największą liczbą meczów

## Najlepsi strzelcy
| #  | Nazwisko              | Lata gry w kadrze | Mecze (Gole) |
| -- | --------------------- | ----------------- | ------------ |
| 1  | Oleg Błochin          | 1972-88           | 112 (42)     |
| 2  | Oleg Protasow         | 1984-92           | 68 (29)      |
| 3  | Walentin Iwanow       | 1955-65           | 59 (26)      |
| 4  | Eduard Strielcow      | 1955-68           | 38 (25)      |
| 5  | Wiktor Kołotow        | 1970-78           | 55 (22)      |
| 6  | Igor Czislenko        | 1959-68           | 53 (20)      |
| =  | Wiktor Poniedielnik   | 1960-66           | 29 (20)      |
| 8  | Anatolij Baniszewski  | 1965-72           | 50 (19)      |
| 9  | Anatolij Iljin        | 1952-59           | 31 (16)      |
| 10 | Anatolij Byszowiec    | 1966-72           | 39 (15)      |
| =  | Giennadij Litowczenko | 1984-90           | 58 (15)      |

Źródło: RSSSF – archiwum zawodników z największą liczbą goli

## Trenerzy reprezentacji ZSRR
Uwzględniono tych trenerów, którzy prowadzili reprezentację w trzech lub więcej meczach.
- 1952-52 – Boris Arkadjew
- 1954-62 – Gawrił Kaczalin
- 1963-64 – Konstantin Bieskow
- 1964-66 – Nikołaj Morozow
- 1966-68 – Michaił Jakuszyn
- 1968-70 – Gawrił Kaczalin
- 1970-71 – Walentin Nikołajew
- 1972-72 – Nikołaj Gulajew
- 1972-72 – Aleksandr Ponomariow
- 1973-73 – Jewgienij Gorianski
- 1974-74 – Konstantin Bieskow
- 1975-76 – Walery Łobanowski
- 1977-79 – Nikita Simonian
- 1979-82 – Konstantin Bieskow
- 1982-83 – Walery Łobanowski
- 1984-86 – Eduard Małofiejew
- 1986-90 – Walery Łobanowski
- 1990-92 – Anatolij Byszowiec (1992 – Wspólnota Niepodległych Państw)

## Reprezentacje narodowe powstałe po rozwiązaniu ZSRR
| - Armenia (UEFA) - Azerbejdżan (UEFA) - Białoruś (UEFA) - Estonia (UEFA) - Gruzja (UEFA) - Litwa (UEFA) - Łotwa (UEFA) - Mołdawia (UEFA) - Rosja (UEFA) - Ukraina (UEFA) - Kazachstan (AFC 1992-2002, UEFA od 2002) |  | - Kirgistan (AFC) - Tadżykistan (AFC) - Turkmenistan (AFC) - Uzbekistan (AFC) |